# Mike Judge
Michael Craig Judge (Guayaquil, Equador; 17 d'octubre de 1962), més conegut com a Mike Judge, és un actor, animador, escriptor, productor, director i músic estatunidenc. És el creador de la sèrie de televisió Beavis and Butt-Head (1992-1997, 2011,2022), cocreador de les sèries King of the Hill (1997-2010), The Goode Family (2009) i Silicon Valley (2014) i escriptor i director de pel·lícules com Beavis and Butt-Head Do America (1996), Office Space (1999), Idiocracy (2006) i Extract (2009).

## Primers anys
Judge va néixer a Guayaquil, Equador, mentre el seu pare treballava en un projecte agrícola en aquest país. Des dels set anys es va criar a Albuquerque, Nou Mèxic, Estats Units.

## Carrera professional
El 1991, el curtmetratge Office Space (també conegut amb Milton) va ser pres per Comedy Central durant un festival d'animació a Dallas.
El 1997, Judge va deixar MTV per a crear  King of the Hill per a Fox. Molts dels personatges del xou estan basats en persones que Judge va conèixer mentre vivia a Texas. Va continuar fent veus per als seus personatges, tant per a Hank Hill com Boomhauer.
El 1999, va escriure i va dirigir la pel·lícula d'humor Office Space, que es va basar en part en la sèrie d'animació Milton que va crear per a Saturday Night Live. A la pel·lícula, fa una curta aparició com Stan, el mánager de Chotchkie (amb perruca i un bigoti fals). La cinta, creada amb un pressupost de deu milions de dòlars, va recaptar només deu milions vuit-cents mil dòlars durant la seva estrena als cinemes. Office Space s'ha convertit en un clàssic de culte, produint milions en vendes en DVD.

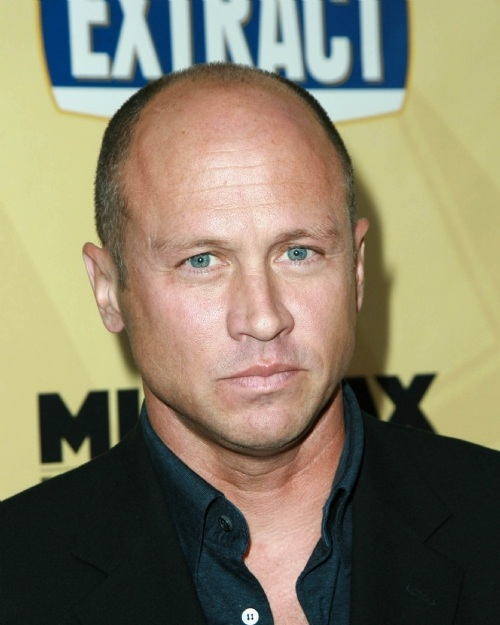
Mike judge, novimbre de 2009.

Des de la tardor de 2003, Judge ha manejat un reeixit festival d'animació, juntament amb l'animador Don Hertzfeldt, anomenat The Animation Show. The Animation Show viatja pels Estats Units cada any, mostrant curts animats principalment d'animadors independents.
El seu següent llargmetratge, Idiocracy, una comèdia protagonitzada per Luke Wilson i Maya Rudolph, va tenir un pobre llançament al setembre de 2006, dos anys després de ser deixada de costat per la 20th Century Fox. Va ser titulada en alguns cinemes com Untitled Mike Judge Comedy (Comèdia sense títol de Mike Judge). El film va ser llançat sense un tràiler o publicitat excel·lent.
A principis de 2014, va estrenar una nova sèrie d'humor en HBO, Silicon Valley, que tracta sobre un grup d'emprenedors informàtics que intenta fer-se un buit en el nou mercat informàtic de Silicon Valley. Aquesta sèrie ha estat creada per Mike Judge, John Altschuler i Dave Krinsky.

## Filmografia

### Cinema i televisió
- Beavis and Butt-Head Do the Universe (2022)
- Silicon Valley (2014)
- Jackass 3D (2010)
- Extract (2009)
- Beavis and Butt-Head Do America The Final Capture (director, escriptor, actor, productor)
- Jackass: 2.5 (aparició) (2006)
- Idiocracy (director, escriptor, guionista, productor) (2006)
- Spy Kids 3-D: Game Over (Donnagon Giggles) (2003)
- Spy Kids 2: The Island of Lost Dreams (Donnagon Giggles) (2002)
- Spy Kids (veu de Donnagon/Donnamight) (2001)
- South Park: Bigger, Longer & Uncut (veude Kenny -sense caputxa-) (1999)
- Office Space (director, escritor, actor) (1999)
- King of the Hill (creador, actor, productor ejecutivo) (1997-2011)
- Beavis and Butt-Head Do America (director, escriptor, actor, productor) (1999)
- Beavis and Butt-Head The Movie (director, escriptor, actor) (1995)
- Beavis and Butt-Head (creador, director, escriptor, actor, productor executiu, creador de personatge, supervisor creatiu) (1993-1997,2011,2022)
- Frog Baseball (director, escritpor, productor, animador) (1989)
- Curtmetratges de Milton (Saturday Night Live) (director, actor, productor, animador, música) (1991)